# East Montpelier
East Montpelier ist eine Town im Washington County des Bundesstaates Vermont in den Vereinigten Staaten. Im Jahr 2020 lebten dort 2598 Einwohner auf einer Fläche von 83,2 km².

## Geografie

### Geografische Lage
East Montpelier liegt zentral im Washington County. Im Norden liegt Calais, im Süden Montpelier, im Osten Plainfield und im Westen grenzt die Town an Middlesex. Der U.S. Highway 2 führt südöstlich durch das Gebiet der Town von Montpelier nach Plainfield. In der Nähe des Highways windet sich der Winooski River ebenfalls südöstlich durch die Town. Südlich von Montpelier führt die Interstate 89 am Gebiet der Town vorbei. Die Bahnstrecke Montpelier–Wells River führt durch East Montpelier. Im Norden befindet sich der East Montpelier Town Forrest.

### Nachbargemeinden
Alle Entfernungen sind als Luftlinien zwischen den offiziellen Koordinaten der Orte aus der Volkszählung 2010 angegeben.
- Norden: Worcester, 10,7 km
- Nordosten: Calais, 5,1 km
- Osten: Marshfield, 16,4 km
- Südosten: Plainfield, 12,3 km
- Süden: Barre, 5,2 km
- Südwesten: Berlin, 11,9 km
- Westen: Montpelier, 7,3 km
- Nordwesten: Middlesex, 13,9 km

### Stadtgliederung
Die Town East Montpelier gliedert sich in East Montpelier, East Montpelier Center und North Montpelier.

### Klima
Die mittlere Durchschnittstemperatur in East Montpelier liegt zwischen −9,44 °C (15 °Fahrenheit) im Januar und 20,0 °C (68 °Fahrenheit) im Juli. Damit ist der Ort gegenüber dem langjährigen Mittel der USA um etwa 9 Grad kühler. Die Schneefälle zwischen Mitte Oktober und Mitte Mai liegen mit mehr als zwei Metern etwa doppelt so hoch wie die mittlere Schneehöhe in den USA. Die tägliche Sonnenscheindauer liegt am unteren Rand des Wertespektrums der USA, zwischen September und Mitte Dezember sogar deutlich darunter.

## Geschichte

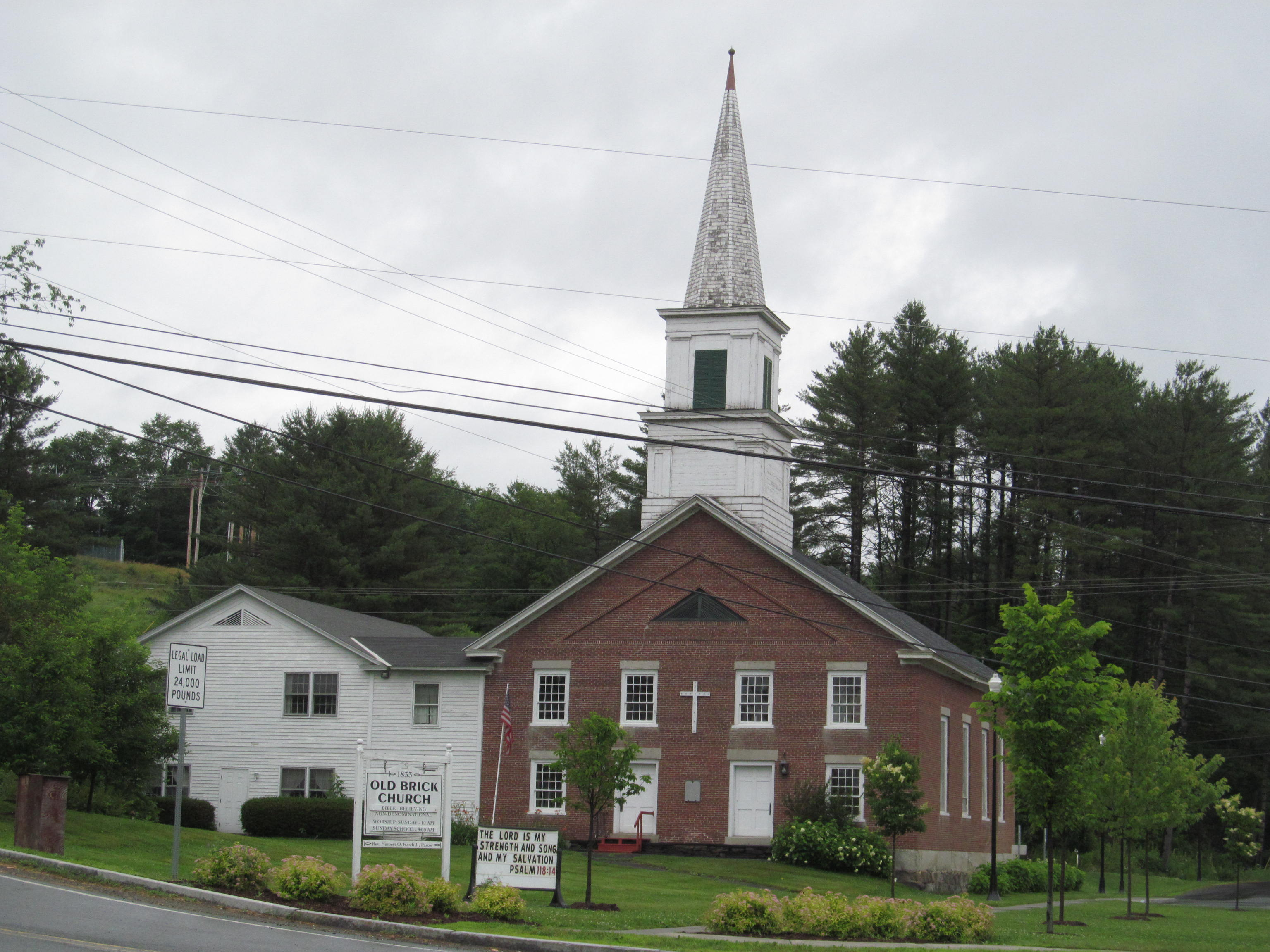
Old Brick Church

Das Gebiet, welches heute die Towns von Montpelier und East Montpelier umfasst, wurde ursprünglich am 21. Oktober 1780 als Grant von der Vermont General Assembly an Timothy Bigelow und weitere Siedler vergeben. Die erste Urkunde wurde jedoch erst am 14. August 1781 ausgestellt, vermutlich weil bis dahin die Gebühren nicht bezahlt waren. Es war der erste Grant, der durch die General Assembly vergeben worden war.
Das erste Town Meeting in Montpelier fand am 29. März 1791 statt. Bis zum Jahr 1849, als am 1. Januar die Town East Montpelier sich von Montpelier löste, war es das Town Meeting von Montpelier.
Drei große Siedlungen, Montpelier Village, East Montpelier Village und Nord Montpelier Village, entstanden entlang des Winooski Rivers und seinen Nebenflüssen. Mit Hilfe der Wasserkraft wurden Schrotmühlen, Sägewerke und weitere Kleinindustrie betrieben.
Neben Landwirtschaft gab es Mitte des 19. Jahrhunderts eine Wollspinnerei, Gerbereien, Ziegeleien, Schmiedewerkstätten und Schuhgeschäfte, zudem eine Brennerei und Stärkefabriken. Von 1890 bis 1930 auch ein Granitwerk. In den frühen 1870er Jahren wurde die Montpelier und Wells River Railroad gebaut.
Heute befindet sich das Town office in einem ehemaligen Schulhaus im East Village.

### Einwohnerentwicklung
| Volkszählungsergebnisse – Town of East Montpelier | Volkszählungsergebnisse – Town of East Montpelier | Volkszählungsergebnisse – Town of East Montpelier | Volkszählungsergebnisse – Town of East Montpelier | Volkszählungsergebnisse – Town of East Montpelier | Volkszählungsergebnisse – Town of East Montpelier | Volkszählungsergebnisse – Town of East Montpelier | Volkszählungsergebnisse – Town of East Montpelier | Volkszählungsergebnisse – Town of East Montpelier | Volkszählungsergebnisse – Town of East Montpelier | Volkszählungsergebnisse – Town of East Montpelier |
| Jahr                                              | 1800                                              | 1810                                              | 1820                                              | 1830                                              | 1840                                              | 1850                                              | 1860                                              | 1870                                              | 1880                                              | 1890                                              |
| ------------------------------------------------- | ------------------------------------------------- | ------------------------------------------------- | ------------------------------------------------- | ------------------------------------------------- | ------------------------------------------------- | ------------------------------------------------- | ------------------------------------------------- | ------------------------------------------------- | ------------------------------------------------- | ------------------------------------------------- |
| Einwohner                                         |                                                   |                                                   |                                                   | 1156                                              | 1092                                              | 1447                                              | 1328                                              | 1130                                              | 972                                               | 953                                               |
| Jahr                                              | 1900                                              | 1910                                              | 1920                                              | 1930                                              | 1940                                              | 1950                                              | 1960                                              | 1970                                              | 1980                                              | 1990                                              |
| Einwohner                                         | 1061                                              | 985                                               | 918                                               | 965                                               | 1025                                              | 1128                                              | 1200                                              | 1597                                              | 2205                                              | 2239                                              |
| Jahr                                              | 2000                                              | 2010                                              | 2020                                              | 2030                                              | 2040                                              | 2050                                              | 2060                                              | 2070                                              | 2080                                              | 2090                                              |
| Einwohner                                         | 2578                                              | 2576                                              | 2598                                              |                                                   |                                                   |                                                   |                                                   |                                                   |                                                   |                                                   |

## Wirtschaft und Infrastruktur

### Verkehr
Der U.S. Highway 2 verläuft durch den Südosten von East Montpelier und verbindet die Town mit Plainfield im Osten und Montpelier im Südwesten. Vom Highway zweigt in nördlicher Richtung die Vermont State Route 14 in Richtung Woodbury ab.

### Öffentliche Einrichtungen
Es gibt in East Montpelier kein Krankenhaus. Das nächstgelegene ist das Central Vermont Medical Center in Berlin.

### Bildung
East Montpelier gehört mit Berlin, Calais, Middlesex und Worcester zur Washington Central Supervisory Union.
In East Montpelier befinden sich die East Montpelier Elementary School  und die Union 32 Middle and High School. Die Einwohner von East Montpelier haben ebenso wie die Einwohner von Montpelier, Calais, Middlesex, und Worcester die Möglichkeit, die Kellogg Hubbard Library in Montpelier kostenlos zu nutzen.

### Friedhöfe
In East Montpelier gibt es 22 Friedhöfe, von denen 12 jedoch nur wenige Gräber umfassen und viele im privaten Besitz sind. Zur Town gehören der Cutler, Doty, Tinkham und Cate Cemetery.

## Persönlichkeiten

### Persönlichkeiten, die vor Ort gewirkt haben
- Jeff Danziger (* 1943), politischer Cartoonist und Autor